# Rotten Apple
Rotten Apple is het tweede album van Amerikaanse rapper Lloyd Banks. Het album verkocht 143 000 platen in de eerste week, weliswaar minder dan zijn debuutalbum The Hunger for More. Rotten Apple haalde in de VS 600 000 verkochte cd's, in Canada kreeg het zelfs een gouden plaat. De titel van het album is een woordspeling op de bijnaam van New York, '"The Big Apple"'.

## Tracklist
| #  | Nummer               | Producer(s)                                                           | Gast(en)                      | Lengte |
| -- | -------------------- | --------------------------------------------------------------------- | ----------------------------- | ------ |
| 1  | "Rotten Apple"       | Havoc Sha Money XL (co-producer)                                      | 50 Cent & Prodigy             | 4:26   |
| 2  | "Survival"           | Young JR                                                              |                               | 3:47   |
| 3  | "Playboy 2"          | Ron Browz                                                             |                               | 3:44   |
| 4  | "The Cake"           | The 10                                                                | 50 Cent                       | 2:46   |
| 5  | "Make A Move"        | Midi Mafia                                                            |                               | 4:46   |
| 6  | "Hands Up"           | Eminem Dangerous LLC (co-producer) Bang Out (co-producer)             | 50 Cent                       | 4:01   |
| 7  | "Help"               | Ron Browz Sha Money XL (co-producer)                                  | Keri Hilson                   | 3:59   |
| 8  | "Addicted"           | Daniel Jones Jermaine Mobley (co-producer) Sha Money XL (co-producer) | Musiq Soulchild               | 3:00   |
| 9  | "You Know The Deal"  | Product & Whitton                                                     | Rakim                         | 4:05   |
| 10 | "Get Clapped"        | Needlz                                                                | Mobb Deep                     | 5:01   |
| 11 | "Stranger"           | Nick Speed                                                            |                               | 3:10   |
| 12 | "Change"             | Prince & Machavelli                                                   |                               | 3:35   |
| 13 | "NY NY"              | Eminem Luis Resto (co-producer)                                       | Tony Yayo                     | 3:29   |
| 14 | "One Night Stand"    | 9th Wonder                                                            | Keon Bryce                    | 3:57   |
| 15 | "Iceman"             | Dave Morris                                                           | Young Buck, Scarface & 8Ball  | 5:28   |
| 16 | "Gilmore's"          | Younglord                                                             |                               | 2:51   |
| 17 | "Life" (Bonus Track) | Chad Beat                                                             | Spider Loc & Marsha Ambrosius |        |